# Луганский академический областной театр кукол
Луганский областной академический теа́тр ку́кол (укр. Луганський академічний обласний театр ляльок) — единственный профессиональный детский театр в Луганске. Расположен в центральной части города Луганска.

## История

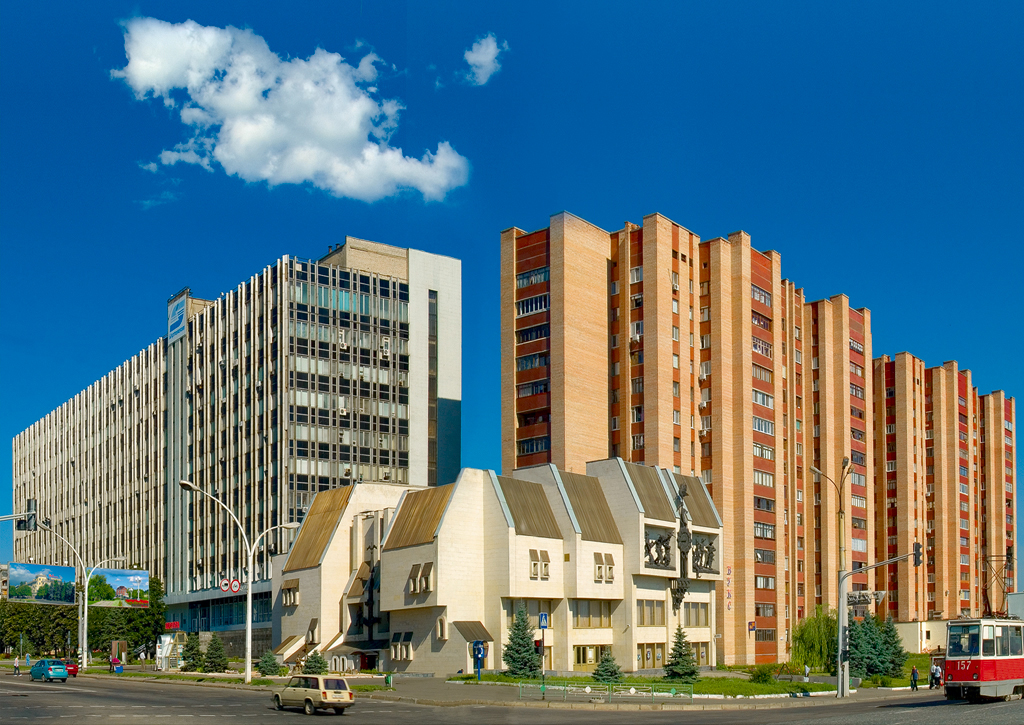
Луганский кукольный театр

За годы существования Луганский академический театр кукол прошел сложный путь: от передвижного, который только начинал свои шаги, к академическому, каким он является сегодня.
Идея основания театра принадлежала дирекции областного ТЮЗа, а окончательно была принята 29 марта 1939 года на заседании оргкомитета Верховного совета УССР по Ворошиловградской области, на котором утвердили устав первого областного театра кукол. В годы Великой Отечественной войны актеры работали перед бойцами в военных госпиталях. После войны, в августе 1946 года Ворошиловградский областной театр кукол возобновил свою работу. Первыми постановками были спектакли «Три поросёнка и злой волк» С. Михалкова (режиссёр — В. Вольнов, художник — Р. Марголина), а также «Гусёнок» Н. Гернет (режиссёр — О. Максименко). Куклы луганчанам передали из Киева. Начиная с 1947 года, постановочная работа оживилась. Появились спектакли «Школьнику на память», «Волк и семеро козлят», к новогодним каникулам 1948 года были подготовлены премьеры спектаклей «Мишутка», «Знамя». В 1949 году спектаклем «По щучьему велению» театр открыл новый театральный сезон в помещении Луганской областной филармонии на улице Ленина.
Не имея своего собственного дома, театр длительное время занимал помещение в здании областной филармонии, позже — во Дворце культуры строителей (сейчас — Луганский академический украинский музыкально-драматический театр), работая как передвижной. И только в 1995 году он получил долгожданное новое помещение.
В 2007 году Луганскому театру кукол был присвоен статус академического. Он является активным участником региональных, всеукраинских и международных фестивалей, по результатам которых имеет множество наград, Дипломов и Почетных грамот.

## Режиссёры
О. Максименко, В. Вольнов, А. Ржевский, И. Емельянов, Б. Симонович, А. Линкевич, В. Ващаев, А. Москаленко, И. Жигунов 
А. М. Чеверноженко (гл. художник — 1952, гл. режиссёр — 1961, заслуженный работник культуры Украины — 1969),

И. Морозова, 

с 1997 года главный режиссёр театра — Евгений Романович Ткаченко, заслуженный артист УССР (1985), народный артист Украины (2010)
В 2013 года на должность главного режиссёра театра был приглашен заслуженный деятель искусств Украины Алексей Анатольевич Кравчук.
С 2016 года главным режиссёром театра становится Юрий Геннадиевич Нетруненко.
В сентябре 2017 года на должность главного режиссера назначен заслуженный артист Украины Валерий Владимирович Середа.

## Актёры

### Первое поколение 1939—1960
А. Леонова, С. Апрельская, Д. Вишневская, И. Забельский, Е. Церекидзе, Ф. Мазурова, А. Малова, Л. Г. Куснудинова, Д. А. Генсталь, М. Казаринова, Т. Москаленко, Н. Солодов, Н. Никоненко. К ним со временем присоединились И. Я. Селезнёв, Л. Столярчук, З. Б. Секирина, А. Воскресенский (ранее работал в московском театре им. Вс. Мейерхольда), Ю. Ф. Юров, Е. Петренко, В. Т. Семёнова (Чеверноженко)- одна из первых в Луганском театре кукол, в 1988 году стала заслуженной артисткой Украины.

### Второе поколение 1960—1970
сформировалось в начале 1960-х 

Э.Ронис,В. Кочубей, Н. Брежнева, С. Косик, заслуженная артистка Украины Е. Маркова, Л. Замелан, Е. Замелан, Ю. Яненко, народный артист Украины Е. Ткаченко, Э. Добринская (Ткаченко)

### Третье поколение 1970—1980
1970—1980-е годы

заслуженный артист Украины Е. Винокуров, М. Гончаров, Л. Троицкая, заслуженный артист Украины В. Середа, В. Кузнецов, Л. Кобякова, А. Качкаев, Е. Качкаева, Т. Tоргачова, Г. Фурсенко, С. Тарасенко и др.

## Репертуар
В репертуаре Луганского академического областного театра кукол более тридцати спектаклей, среди которых «Сестра моя, Русалочка» Л. Разумовской, «Панночка» Н. Садур, «Голый король» Е. Ткаченко, «Шинель» Н. Гоголя, «Носорог и Жирафа» Х. Гюнтера, «Милая Шура» Е. Ткаченко, «Бык, Осёл и Звезда»,"Счастливый Ганс" М. Бартенева, «Лесная песня» Леси Украинки, «Синяя птица» М.Метерлинка, «По зеленым холмам океана» С.Козлова и другие. Главные роли исполняют как мастера сцены, так и лучшие представители молодого, уже четвёртого и пятого поколения актёров: Ю.Нетруненко, Е.Ермакова-Гладилина, Л.Гудкова, А.Ткаченко, О.Ткаченко, Е.Малова, С.Шоно, О.Шумченко, Р.Карташов, А.Егорова, В. Булгаков.
В 2007 году театру присвоен статус академического.